# Constantino José Marques de Sampaio e Melo

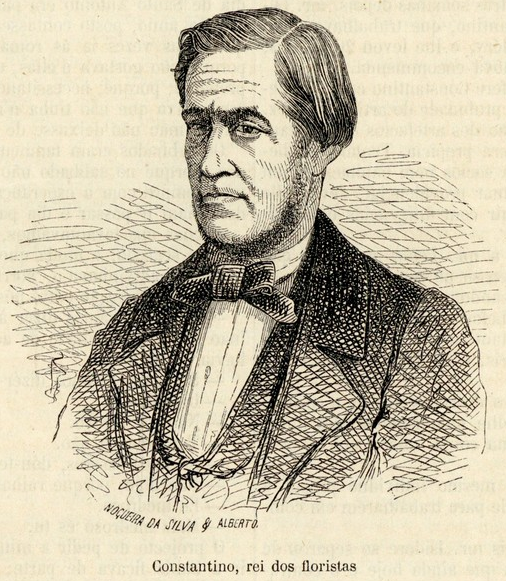
Constantino, o Rei dos Floristas.

Constantino José Marques de Sampaio e Melo (Torre de Moncorvo, 16 de agosto de 1802 — 14 de dezembro de 1873), conhecido por Rei dos Floristas ou Constantino, foi um florista português, considerado um dos mais notáveis produtores de flores artificiais no século XIX. O Jardim Constantino, um jardim de bairro na freguesia Arroios, Lisboa, leva o seu nome.